# Calliophis
Calliophis is een geslacht van slangen uit de familie koraalslangachtigen (Elapidae) en de onderfamilie Elapinae.

## Naam en indeling
De wetenschappelijke naam van de groep werd voor het eerst voorgesteld door John Edward Gray in 1835. Er zijn tien soorten, inclusief de pas in 2012 beschreven soort Calliophis castoe. De slangen werden eerder aan andere geslachten toegekend, zoals Elaps, Adeniophis, Doliophis en Maticora. Er zijn vijftien soorten, inclusief de pas in 2018 beschreven soort Calliophis salitan.

## Uiterlijke kenmerken
De slangen hebben een afwijkende lichaamslengte, sommige soorten blijven klein zoals Calliophis maculiceps en worden niet langer dan 48 centimeter inclusief de staart. Grotere soorten, zoals Calliophis bivirgatus, kunnen een totale lichaamslengte tot bijna 1,9 meter bereiken. De kleine kop is lastig te onderscheiden van het lichaam door het ontbreken van een duidelijke insnoering. De ogen zijn relatief klein en hebben een ronde pupil.
De slangen hebben meestal 13 rijen schubben in de lengte op het midden van het lichaam, bij de soort Calliophis intestinalis zijn dit er 13 of 15. Het aantal buikschubben en schubben verschilt per soort; Calliophis intestinalis bijvoorbeeld heeft 15 tot 33 subcaudalen terwijl Calliophis bivirgatus hier 34 tot 53 schubben bezit.
Veel soorten hebben rode kleuren aan het lichaam, de recentelijk ontdekte soort Calliophis salitan bijvoorbeeld heeft een rode staartpunt. Calliophis bivirgatus heeft daarnaast een rode kop en Calliophis nigrescens heeft een grotendeels rood lichaam met zwarte lengtestrepen.

## Levenswijze
De vrouwtjes zijn eierleggend, ze produceren vaak één tot drie eieren per legsel. De slangen jagen voornamelijk op andere soorten slangen, zoals wormslangen uit het geslacht Typhlops. Alle soorten zijn zeer giftig en een beet kan fatale gevolgen hebben.

## Verspreiding en habitat
De slangen komen voor in delen van Azië en leven in de landen Myanmar, Thailand, Maleisië, Vietnam, Cambodja, Thailand, Laos, Sri Lanka, India, Indonesië, Singapore, Filipijnen en Bangladesh. De habitat bestaat uit vochtige tropische en subtropische bossen, zowel in laaglanden als in bergstreken, en droge tropische en subtropische bossen. Ook in door de mens aangepaste streken zoals akkers, plantages, aangetaste bossen en landelijke tuinen kunnen de dieren worden aangetroffen.

## Beschermingsstatus
Door de internationale natuurbeschermingsorganisatie IUCN is aan zeven soorten een beschermingsstatus toegewezen. Vijf soorten worden beschouwd als 'veilig' (Least Concern of LC) en twee soorten als 'onzeker' (Data Deficient of DD).

## Soorten
Het geslacht omvat de volgende soorten, met de auteur en het verspreidingsgebied.
| Naam                      | Auteur                                       | Verspreidingsgebied                                            |
| ------------------------- | -------------------------------------------- | -------------------------------------------------------------- |
| Calliophis beddomei       | Smith, 1943                                  | India                                                          |
| Calliophis bibroni        | Jan, 1858                                    | India                                                          |
| Calliophis bilineata      | Peters, 1881                                 | Filipijnen                                                     |
| Calliophis bivirgatus     | Boie, 1827                                   | Indonesië, Cambodja, Maleisië, Singapore, Thailand, Myanmar    |
| Calliophis castoe         | Smith, Ogale, Deepak & Giri, 2012            | India                                                          |
| Calliophis gracilis       | Gray, 1835                                   | Thailand, Maleisië, Indonesië, Singapore                       |
| Calliophis haematoetron   | Smith, Manamendra-Arachchi & Somaweera, 2008 | Sri Lanka                                                      |
| Calliophis intestinalis   | Laurenti, 1768                               | Indonesië, Maleisië                                            |
| Calliophis maculiceps     | Günther, 1858                                | Myanmar, Thailand, Maleisië, Vietnam, Cambodja, Thailand, Laos |
| Calliophis melanurus      | Shaw, 1802                                   | India, Bangladesh, Sri Lanka                                   |
| Calliophis nigrescens     | Günther, 1862                                | India                                                          |
| Calliophis nigrotaeniatus | Peters, 1863                                 | Indonesië, Maleisië                                            |
| Calliophis philippina     | Günther, 1864                                | Filipijnen                                                     |
| Calliophis salitan        | Brown, Smart, Leviton & Smith, 2018          | Filipijnen                                                     |
| Calliophis suluensis      | Steindachner, 1891                           | Filipijnen                                                     |